# Чемпионат России по лёгкой атлетике 2010
Чемпионат России по лёгкой атлетике 2010 года проводился 12—15 июля в Саранске на стадионе «Старт». Соревнования являлись отборочными в сборную России на чемпионат Европы по лёгкой атлетике, прошедший 27 июля—1 августа в испанской Барселоне. В чемпионате приняли участие 784 спортсмена (459 мужчин и 325 женщин) из 63 регионов России. Проведение турнира осложнялось аномальной жарой, установившейся в Европейской части России летом 2010 года. На протяжении 4 дней было разыграно 38 комплектов медалей.
На соревнованиях был показан ряд высоких результатов. В частности, лучший результат сезона в Европе установила Александра Федорива в беге на 200 метров. В то же время, серьёзное влияние на проведение спринтерских дисциплин и горизонтальных прыжков (прыжок в длину и тройной) оказал сильный попутный ветер выше нормы в 2 м/с, из-за которого большинство результатов не могли быть признаны приемлемыми для статистических целей.
Впервые в карьере чемпионом России стал прыгун в высоту Александр Шустов. Его победный результат — 2,32 м.
Первым к финишу финального забега на 3000 метров с препятствиями пришёл представитель Молдавии Иван Лукьянов — 8.23,67, выступавший вне конкурса.
На протяжении 2010 года в различных городах были проведены также чемпионаты России в отдельных дисциплинах лёгкой атлетики:
- 20—21 февраля — зимний чемпионат России по спортивной ходьбе (Сочи)
- 4—6 марта — зимний чемпионат России по длинным метаниям (Адлер)
- 27 марта — чемпионат России по горному бегу (вверх) (Железноводск)
- 25 апреля — чемпионат России по бегу на 100 км (Пущино)
- 1 мая — чемпионат России по кроссу (весна) (Жуковский)
- 3 мая — чемпионат России по марафону (Москва)
- 15 мая — чемпионат России по горному бегу (вверх-вниз) (Дебёсы)
- 22—23 мая — чемпионат России по суточному бегу (Москва)
- 28—29 мая — чемпионат России по многоборьям (Чебоксары)
- 12—13 июня — чемпионат России по спортивной ходьбе (Чебоксары)
- 26 июня — чемпионат России в беге на 10 000 метров (Жуковский)
- 4 сентября — чемпионат России по полумарафону (Чебоксары)
- 17—19 сентября — чемпионат России по эстафетному бегу (Сочи)
- 2—3 октября — чемпионат России по кроссу (осень) (Оренбург)
- 24 октября — чемпионат России по горному бегу (длинная дистанция) (Красная Поляна)

## Медалисты

### Мужчины
| Дисциплина                          | Золото                                                                               | Золото             | Серебро                                                                                   | Серебро            | Бронза                                                                                 | Бронза             |
| ----------------------------------- | ------------------------------------------------------------------------------------ | ------------------ | ----------------------------------------------------------------------------------------- | ------------------ | -------------------------------------------------------------------------------------- | ------------------ |
| 100 м (ветер: +1,5 м/с)             | Михаил Идрисов Иркутская область                                                     | 10,33              | Михаил Егорычев Самарская область                                                         | 10,37              | Игорь Гостев Пензенская область                                                        | 10,40              |
| 200 м (ветер: +3,7 м/с)             | Вячеслав Колесниченко Московская область Волгоградская область                       | 20,62              | Иван Теплых Свердловская область                                                          | 20,67              | не вручалась                                                                           |                    |
| 200 м (ветер: +3,7 м/с)             | Вячеслав Колесниченко Московская область Волгоградская область                       | 20,62              | Антон Олефир Томская область                                                              | 20,67              | не вручалась                                                                           |                    |
| 400 м                               | Владимир Краснов Иркутская область                                                   | 45,53              | Максим Дылдин Пермский край                                                               | 45,88              | Павел Тренихин Свердловская область Тюменская область                                  | 46,00              |
| 800 м                               | Юрий Борзаковский Московская область Мордовия                                        | 1.48,35            | Юрий Колдин Москва Рязанская область                                                      | 1.49,19            | Евгений Шармин Московская область                                                      | 1.49,31            |
| 1500 м                              | Алексей Коновалов Москва Иркутская область                                           | 3.43,18            | Вячеслав Соколов Москва Челябинская область                                               | 3.43,63            | Дмитрий Гаврилов Москва Иркутская область                                              | 3.44,76            |
| 5000 м                              | Александр Орлов Москва                                                               | 13.37,52           | Евгений Рыбаков Кемеровская область                                                       | 13.38,18           | Сергей Рыбин Мордовия                                                                  | 13.47,39           |
| 3000 м с препятствиями              | Андрей Фарносов [a] Москва Московская область                                        | 8.30,17 [a]        | Андрей Ольшанский [a] Москва Волгоградская область                                        | 8.40,58 [a]        | Павел Оглоблев [a] Санкт-Петербург                                                     | 8.45,90 [a]        |
| 110 м с барьерами (ветер: +3,0 м/с) | Константин Шабанов [b] Москва Псковская область                                      | 13,42 [b]          | Сергей Шубенков [b] Алтайский край                                                        | 13,61 [b]          | Дмитрий Прокофьев [b] Москва                                                           | 13,64 [b]          |
| 400 м с барьерами                   | Александр Деревягин Москва Кемеровская область                                       | 50,24              | Иван Шаблюев Санкт-Петербург                                                              | 51,35              | Владимир Гузий Краснодарский край                                                      | 51,56              |
| Прыжок в высоту                     | Александр Шустов Московская область Нижегородская область                            | 2,32 м             | Алексей Дмитрик Санкт-Петербург Ленинградская область                                     | 2,30 м             | Иван Ухов Москва                                                                       | 2,28 м             |
| Прыжок с шестом                     | Дмитрий Стародубцев Челябинская область                                              | 5,55 м             | Леонид Кивалов Волгоградская область Ставропольский край                                  | 5,45 м             | не вручалась                                                                           |                    |
| Прыжок с шестом                     | Дмитрий Стародубцев Челябинская область                                              | 5,55 м             | Александр Грипич Краснодарский край Ростовская область                                    | 5,45 м             | не вручалась                                                                           |                    |
| Прыжок в длину                      | Дмитрий Плотников Краснодарский край                                                 | 8,07 м (+2,0 м/с)  | Павел Караваев Москва Псковская область                                                   | 7,90 м (+1,8 м/с)  | Александр Петров Брянская область Новосибирская область                                | 7,88 м (+2,4 м/с)  |
| Тройной прыжок                      | Евгений Плотнир Москва                                                               | 17,05 м (+4,5 м/с) | Люкман Адамс Москва Санкт-Петербург                                                       | 17,02 м (+3,5 м/с) | Илья Ефремов Москва Волгоградская область                                              | 16,94 м (+3,6 м/с) |
| Толкание ядра                       | Иван Юшков Иркутская область Новосибирская область                                   | 19,63 м            | Павел Софьин Московская область Москва                                                    | 19,24 м            | Александр Лобыня Новосибирская область                                                 | 19,16 м            |
| Метание диска                       | Богдан Пищальников Мордовия Тверская область                                         | 65,93 м            | Станислав Алексеев Москва Ставропольский край                                             | 59,00 м            | Глеб Сидорченко Московская область Ставропольский край                                 | 58,84 м            |
| Метание молота                      | Игорь Виниченко Московская область                                                   | 76,56 м            | Дмитрий Великопольский Москва Смоленская область                                          | 75,83 м            | Кирилл Иконников Московская область Санкт-Петербург                                    | 73,65 м            |
| Метание копья                       | Сергей Макаров Московская область                                                    | 78,65 м            | Игорь Сухомлинов Кабардино-Балкария Санкт-Петербург                                       | 75,78 м            | Илья Коротков Нижегородская область Новосибирская область                              | 75,55 м            |
| Эстафета 4×100 м                    | Карелия · Сергей Ковалевский · Павел Яковлев · Александр Ферштат · Евгений Котляров  | 40,19              | Самарская область · Максим Тягусов · Павел Бубнов · Максим Мокроусов · Михаил Егорычев    | 40,53              | Пензенская область · Денис Шиян · Игорь Кузнецов · Максим Половинкин · Игорь Гостев    | 40,60              |
| Эстафета 4×400 м                    | Москва · Максим Бабарыкин · Роман Другов · Александр Деревягин · Константин Свечкарь | 3.06,38            | Санкт-Петербург · Константин Петряшов · Юрий Трамбовецкий · Иван Шаблюев · Сергей Петухов | 3.08,80            | Свердловская область · Семён Голубев · Иван Нестеров · Дмитрий Прокопов · Илья Охремов | 3.10,29            |

a  27 сентября 2016 года Международная ассоциация легкоатлетических федераций опубликовала список спортсменов, дисквалифицированных в связи с допинговыми нарушениями. Среди них оказался российский бегун Ильдар Миншин, отстранённый от соревнований на 2 года на основании отклонений показателей крови в биологическом паспорте. Его результаты с 15 августа 2009 года были аннулированы, в том числе первое место на чемпионате России 2010 года в беге на 3000 метров с препятствиями с результатом 8.24,10.

b  8 февраля 2018 года Всероссийская федерация лёгкой атлетики сообщила о дисквалификации на 2 года бегуна с барьерами Евгения Борисова. После перепроверки его допинг-пробы, взятой на чемпионате мира 2009 года, в ней были найдены следы туринабола. Все выступления спортсмена с 20 августа 2009 года по 19 августа 2011 года были аннулированы, в том числе первое место на чемпионате России — 2010 в беге на 110 метров с барьерами с результатом 13,42.

### Женщины
| Дисциплина                          | Золото                                                                                          | Золото             | Серебро                                                                                  | Серебро            | Бронза                                                                                           | Бронза                |
| ----------------------------------- | ----------------------------------------------------------------------------------------------- | ------------------ | ---------------------------------------------------------------------------------------- | ------------------ | ------------------------------------------------------------------------------------------------ | --------------------- |
| 100 м (ветер: +1,6 м/с)             | Анна Гурова Краснодарский край                                                                  | 11,25              | Юна Мехти-Заде Москва Новгородская область                                               | 11,28              | Юлия Кацура Краснодарский край                                                                   | 11,33                 |
| 200 м (ветер: +1,2 м/с)             | Александра Федорива Москва                                                                      | 22,41              | Екатерина Вуколова [c] Москва Ульяновская область                                        | 22,79 [c]          | Юлия Гущина [c] Ростовская область Московская область                                            | 22,93 [c]             |
| 400 м                               | Ксения Усталова Свердловская область                                                            | 50,33              | Антонина Кривошапка [c] Москва Волгоградская область                                     | 51,16 [c]          | Наталья Назарова [c] Москва                                                                      | 51,30 [c]             |
| 800 м                               | Татьяна Андрианова Москва Ярославская область                                                   | 2.00,96            | Юлия Русанова [d] Курская область Вологодская область                                    | 2.01,78 [d]        | Оксана Зброжек [d] Москва Санкт-Петербург                                                        | 2.02,13 [d]           |
| 1500 м                              | Оксана Зброжек [e] Москва Санкт-Петербург                                                       | 4.05,13 [e]        | Анастасия Восмерикова [e] Москва                                                         | 4.06,67 [e]        | Юлия Русанова [e] Курская область Вологодская область                                            | 4.07,39 [e]           |
| 5000 м                              | Ольга Головкина [f] Москва Пермский край                                                        | 15.16,95 [f]       | Наталья Пучкова [f] Нижегородская область Чувашия                                        | 15.27,57 [f]       | Наталья Попкова [f] Москва                                                                       | 15.31,97 [f]          |
| 3000 м с препятствиями              | Любовь Харламова Москва                                                                         | 9.30,75            | Людмила Кузьмина Московская область Чувашия                                              | 9.34,88            | Наталья Медведева Московская область Свердловская область                                        | 9.42,65               |
| 100 м с барьерами (ветер: +3,1 м/с) | Ольга Самылова Москва Санкт-Петербург                                                           | 12,79              | Татьяна Дектярёва Московская область Свердловская область                                | 12,84              | Екатерина Шамарина Красноярский край Чувашия                                                     | 13,02                 |
| 400 м с барьерами                   | Наталья Антюх Москва Санкт-Петербург                                                            | 54,20              | Евгения Исакова Москва Санкт-Петербург                                                   | 55,50              | Наталья Иванова Москва                                                                           | 55,71                 |
| Прыжок в высоту                     | Светлана Школина Москва Смоленская область                                                      | 1,97 м             | Ирина Гордеева Санкт-Петербург                                                           | 1,94 м             | Екатерина Савченко Омская область                                                                | 1,85 м                |
| Прыжок с шестом                     | Юлия Голубчикова Москва                                                                         | 4,50 м             | Валерия Волик Москва                                                                     | 4,25 м             | Татьяна Полнова Краснодарский край                                                               | 4,05 м                |
| Прыжок в длину                      | Людмила Колчанова Костромская область Татарстан                                                 | 7,01 м (+1,7 м/с)  | Татьяна Котова Москва Краснодарский край                                                 | 6,90 м (+2,0 м/с)  | Ольга Кучеренко [g] Краснодарский край Волгоградская область                                     | 6,78 м [g] (+1,5 м/с) |
| Тройной прыжок                      | Надежда Алёхина Владимирская область                                                            | 15,00 м (+2,5 м/с) | Алсу Муртазина Татарстан                                                                 | 14,63 м (+3,2 м/с) | Наталья Кутякова Москва Владимирская область                                                     | 14,55 м (+3,0 м/с)    |
| Толкание ядра                       | Анна Авдеева Мордовия Самарская область                                                         | 19,29 м            | Ольга Иванова Москва Тверская область                                                    | 18,59 м            | Ирина Худорошкина Московская область                                                             | 17,17 м               |
| Метание диска                       | Светлана Сайкина Москва                                                                         | 57,76 м            | Екатерина Строкова Москва Липецкая область                                               | 56,82 м            | Ольга Ольшевская Москва Брянская область                                                         | 56,44 м               |
| Метание молота                      | Татьяна Лысенко Московская область Ростовская область                                           | 70,48 м            | Александра Лущеко Брянская область                                                       | 66,76 м            | Мария Беспалова Московская область Санкт-Петербург                                               | 64,40 м               |
| Метание копья                       | Оксана Громова Московская область Москва                                                        | 55,68 м            | Мария Яковенко Краснодарский край                                                        | 54,82 м            | Виктория Сударушкина Санкт-Петербург                                                             | 54,59 м               |
| Эстафета 4×100 м                    | Волгоградская область · Екатерина Бутусова · Анна Гефлих · Анастасия Соловьёва · Мария Боликова | 44,56              | Москва · Александра Антонова · Елизавета Савлинис · Екатерина Вороненкова · Ольга Ортина | 44,82              | Иркутская область · Елена Болсун · Валентина Карнаухова · Наталия Алтынникова · Юлия Глибко      | 45,20                 |
| Эстафета 4×400 м                    | Москва · Евгения Исакова · Екатерина Костецкая · Ксения Задорина · Антонина Кривошапка          | 3.26,56            | Москва · Екатерина Вуколова · Александра Буланова · Наталья Иванова · Наталья Назарова   | 3.29,16            | Свердловская область · Екатерина Шестакова · Олеся Красномовец · Мария Савинова · Дарья Сафонова | 3.29,47               |

c  3 мая 2017 года Всероссийская федерация лёгкой атлетики сообщила о дисквалификации на два года российской бегуньи Юлии Чермошанской. В её допинг-пробе, взятой на Олимпийских играх 2008 года, были обнаружены туринабол и станозолол. Все выступления спортсменки с 20 августа 2008 года по 19 августа 2010 года были аннулированы, в том числе третье место на чемпионате России — 2010 в беге на 200 метров с результатом 22,76.

21 июня 2017 года Всероссийская федерация лёгкой атлетики объявила о дисквалификации бегуньи Анастасии Капачинской. В её допинг-пробе, взятой на Олимпийских играх 2008 года, был обнаружен дегидрохлорметилтестостерон. Все результаты спортсменки с 17 августа 2008 года были аннулированы, в том числе на чемпионате России 2010 года: второе место в беге на 200 метров с результатом 22,62, а также второе место в беге на 400 метров с результатом 50,52.

1 февраля 2019 года стало известно, что Спортивный арбитражный суд на основании доклада Макларена и показаний Григория Родченкова признал 12 российских легкоатлетов виновными в нарушении антидопинговых правил. Среди них оказалась бегунья на 400 метров Татьяна Фирова. Все её результаты с 20 августа 2008 года по 31 декабря 2012 года были аннулированы, в том числе третье место на чемпионате России — 2010 с результатом 50,88.

d  3 июля 2012 года на основании абнормальных показателей гематологического профиля биологического паспорта была дисквалифицирована на 2 года Светлана Клюка. Её результаты, показанные на соревнованиях с 15 августа 2009 года, были аннулированы, в том числе и 2-е место на чемпионате России — 2010 в беге на 800 м с результатом 2.01,77.

e  30 июня 2014 года Международная ассоциация легкоатлетических федераций в своём ежемесячном информационном письме сообщила о санкциях по отношению к российской бегунье на 1500 метров Анне Альминовой. На основании отклонений показателей крови, зафиксированных в биологическом паспорте, спортсменка была дисквалифицирована на 30 месяцев (с 16 декабря 2011 года по 15 мая 2014 года). Кроме того, все её результаты, показанные после 16 февраля 2009 года, были аннулированы, в том числе 1-е место чемпионата России — 2010 на дистанции 1500 м с лучшим результатом сезона в Европе 4.00,84.

7 августа 2017 года Спортивный арбитражный суд в Лозанне дисквалифицировал на 4 года российскую бегунью на средние дистанции Наталью Евдокимову. На основании данных биологического паспорта был сделан вывод о применении спортсменкой допинга. Все её результаты с 17 августа 2009 года по 29 мая 2012 года были аннулированы, в том числе второе место на чемпионате России — 2010 в беге на 1500 метров с результатом 4.04,56.

f  5 ноября 2015 года стало известно о дисквалификации российской бегуньи на длинные дистанции Марии Коноваловой. По результатам анализа показателей крови в её биологическом паспорте был сделан вывод о применении допинга. Спортсменка была отстранена от соревнований до 26 октября 2017 года, а её результаты после 14 августа 2009 года аннулированы, в том числе первое место на чемпионате России 2010 года в беге на 5000 метров с результатом 14.49,68.

На основании абнормальных показателей гематологического профиля биологического паспорта спортсмена 25 октября 2013 года Антидопинговой комиссией ВФЛА была дисквалифицирована бегунья на длинные дистанции Елизавета Гречишникова. Срок дисквалификации составил 2 года, результаты аннулированы с 18 августа 2009 года, таким образом, спортсменка лишена 2-го места на чемпионате России — 2010 на дистанции 5000 м (результат — 15.14,19).

g  30 января 2015 года Российское антидопинговое агентство сообщило о дисквалификации многоборки Татьяны Черновой. В результате повторного анализа в 2013 году её допинг-пробы, взятой на чемпионате мира 2009 года, были обнаружены следы применения запрещённого вещества оралтуринабола. Решением Дисциплинарной комиссии спортсменка была дисквалифицирована на 2 года, а её результаты с 15 августа 2009 по 14 августа 2011 года — аннулированы, в том числе 3-е место на чемпионате России — 2010 в прыжке в длину с результатом 6,79 м (+2,4 м/с).

## Зимний чемпионат России по спортивной ходьбе
Зимний чемпионат России по спортивной ходьбе 2010 прошёл 20—21 февраля в Сочи на базе ФГУП «Юг-Спорт». Мужчины соревновались на дистанциях 20 км и 35 км, женщины — на 20 км. Трасса была проложена в черте города по улице Конституции. Чемпионат прошёл в солнечную, безветренную погоду. В ходе соревнований были показаны высокие результаты, а на дистанции 20 км у женщин Анися Кирдяпкина превысила время официально зарегистрированного мирового рекорда, пройдя дистанцию за 1:25.11. Однако на турнире отсутствовали судьи по стилю ходьбы международной категории, вследствие чего ИААФ не ратифицировала рекорд.

### Мужчины
| Дисциплина      | Золото                       | Золото  | Серебро                                      | Серебро     | Бронза                                                  | Бронза      |
| --------------- | ---------------------------- | ------- | -------------------------------------------- | ----------- | ------------------------------------------------------- | ----------- |
| Ходьба на 20 км | Станислав Емельянов Мордовия | 1:19.43 | Денис Стрелков Мордовия Свердловская область | 1:20.19     | Андрей Рузавин [h] Мордовия                             | 1:21.01 [h] |
| Ходьба на 35 км | Сергей Бакулин Мордовия      | 2:27.42 | Сергей Сергачёв [i] Мордовия                 | 2:30.56 [i] | Юрий Андронов [i] Челябинская область Самарская область | 2:31.15 [i] |

h  29 мая 2017 года Всероссийская федерация лёгкой атлетики дисквалифицировала на четыре года ходока Петра Трофимова на основании показателей биологического паспорта. Все выступления спортсмена с 13 августа 2009 года по 18 мая 2013 года были аннулированы, в том числе третье место на зимнем чемпионате России по ходьбе — 2010 на дистанции 20 км с результатом 1:20.44.

i  24 марта 2016 года Спортивный арбитражный суд в Лозанне удовлетворил апелляцию ИААФ по поводу решения национальной федерации о дисквалификации российского легкоатлета Сергея Кирдяпкина. Вместо выборочного аннулирования отдельных результатов были признаны недействительными все выступления спортсмена с 20 августа 2009 года по 15 октября 2012 года, в том числе второе место на зимнем чемпионате России по ходьбе — 2010 на дистанции 35 км с результатом 2:29.00. Срок отстранения от соревнований (3 года и 2 месяца) остался неизменным.

### Женщины
| Дисциплина      | Золото                    | Золото  | Серебро                        | Серебро | Бронза                                       | Бронза  |
| --------------- | ------------------------- | ------- | ------------------------------ | ------- | -------------------------------------------- | ------- |
| Ходьба на 20 км | Анися Кирдяпкина Мордовия | 1:25.11 | Вера Соколова Мордовия Чувашия | 1:25.35 | Татьяна Сибилёва Чувашия Челябинская область | 1:25.52 |

## Зимний чемпионат России по длинным метаниям
Зимний чемпионат России по длинным метаниям 2010 прошёл 4—6 марта в Адлере на легкоатлетическом стадионе спортивного комплекса «Юность». В программе соревнований, проходивших при высокой влажности воздуха (98 %), были представлены метание диска, метание молота и метание копья. Во всех видах победы одержали предстартовые фавориты чемпионата.

### Мужчины
| Дисциплина     | Золото                                                    | Золото  | Серебро                                             | Серебро | Бронза                                                 | Бронза  |
| -------------- | --------------------------------------------------------- | ------- | --------------------------------------------------- | ------- | ------------------------------------------------------ | ------- |
| Метание диска  | Богдан Пищальников Мордовия Тверская область              | 61,39 м | Станислав Алексеев Москва Ставропольский край       | 60,35 м | Глеб Сидорченко Московская область Ставропольский край | 59,38 м |
| Метание молота | Алексей Загорный Москва Ярославская область               | 76,63 м | Анатолий Поздняков Санкт-Петербург                  | 75,50 м | Игорь Виниченко Московская область                     | 75,09 м |
| Метание копья  | Илья Коротков Нижегородская область Новосибирская область | 77,25 м | Игорь Сухомлинов Кабардино-Балкария Санкт-Петербург | 75,65 м | Михаил Олейников Ставропольский край                   | 71,65 м |

### Женщины
| Дисциплина     | Золото                                                     | Золото      | Серебро                                         | Серебро     | Бронза                                                      | Бронза      |
| -------------- | ---------------------------------------------------------- | ----------- | ----------------------------------------------- | ----------- | ----------------------------------------------------------- | ----------- |
| Метание диска  | Наталья Садова Нижегородская область Новосибирская область | 59,64 м     | Оксана Есипчук Брянская область Санкт-Петербург | 57,84 м     | Олеся Короткова Нижегородская область Новосибирская область | 55,38 м     |
| Метание молота | Татьяна Лысенко Московская область Ростовская область      | 72,48 м     | Оксана Кондратьева Москва                       | 68,18 м     | Мария Беспалова Московская область Санкт-Петербург          | 64,26 м     |
| Метание копья  | Марина Максимова [j] Москва Чувашия                        | 56,36 м [j] | Оксана Громова [j] Московская область           | 55,10 м [j] | Валерия Забрускова [j] Татарстан                            | 53,96 м [j] |

j  5 сентября 2018 года Всероссийская федерация лёгкой атлетики сообщила о дисквалификации на 4 года метательницы копья Марии Абакумовой. После перепроверки её допинг-проб с Олимпийских игр 2008 года и чемпионата мира 2011 года в них был обнаружен запрещённый туринабол. Спортсменка отказалась от апелляции; все её выступления с 21 августа 2008 года по 20 августа 2012 года были аннулированы, в том числе первое место на зимнем чемпионате России по метаниям 2010 года с результатом 65,76 м.

## Чемпионат России по горному бегу (вверх)
XI чемпионат России по горному бегу (вверх) состоялся 27 марта 2010 года в Железноводске, Ставропольский край. Участники выявляли сильнейших на трассе, проложенной на склоне горы Бештау. На старт вышли 97 участников (59 мужчин и 38 женщин) из 29 регионов России.

### Мужчины
| Дисциплина                           | Золото                       | Золото | Серебро                               | Серебро | Бронза                   | Бронза |
| ------------------------------------ | ---------------------------- | ------ | ------------------------------------- | ------- | ------------------------ | ------ |
| 8,3 км перепад высот: +1061 м −105 м | Андрей Сафронов Башкортостан | 48.52  | Василий Твердохвалов Хабаровский край | 50.00   | Павел Наговицын Удмуртия | 51.18  |

### Женщины
| Дисциплина                       | Золото                                 | Золото | Серебро                       | Серебро | Бронза                           | Бронза |
| -------------------------------- | -------------------------------------- | ------ | ----------------------------- | ------- | -------------------------------- | ------ |
| 5 км перепад высот: +884 м −98 м | Светлана Съёмова Нижегородская область | 39.44  | Жанна Вокуева Санкт-Петербург | 42.22   | Марина Иванова Самарская область | 42.38  |

## Чемпионат России по бегу на 100 км
Чемпионат России по бегу на 100 километров прошёл 25 апреля в подмосковном городе Пущино. На старт вышли 25 легкоатлетов из 14 регионов страны (18 мужчин и 7 женщин). В условиях холодной погоды (+7 градусов) двукратной чемпионкой России стала Ирина Вишневская, показавшая лучший результат сезона в мире — 7:35.09. Серебряного призёра она опередила на 35 минут.

### Мужчины
| Дисциплина | Золото                         | Золото  | Серебро                           | Серебро | Бронза                | Бронза  |
| ---------- | ------------------------------ | ------- | --------------------------------- | ------- | --------------------- | ------- |
| 100 км     | Игорь Тяжкороб Курская область | 7:04.12 | Николай Изюмченко Курская область | 7:18.40 | Олег Баженов Удмуртия | 7:22.40 |

### Женщины
| Дисциплина | Золото                              | Золото  | Серебро                              | Серебро | Бронза                             | Бронза  |
| ---------- | ----------------------------------- | ------- | ------------------------------------ | ------- | ---------------------------------- | ------- |
| 100 км     | Ирина Вишневская Ростовская область | 7:35.09 | Оксана Акименкова Московская область | 8:10.11 | Надежда Шиханова Кировская область | 8:20.00 |

## Чемпионат России по кроссу (весна)
Весенний чемпионат России по кроссу состоялся 1 мая 2010 года в городе Жуковский, Московская область. Было разыграно 4 комплекта наград. Мужчины соревновались на дистанциях 4 км и 8 км, женщины — 2 км и 6 км. В беге на 8 км у мужчин братья-близнецы Евгений и Анатолий Рыбаковы финишировали вместе, однако, как и год назад, судьи посчитали, что Евгений закончил дистанцию раньше.

### Мужчины
| Дисциплина | Золото                              | Золото | Серебро                                               | Серебро | Бронза                            | Бронза |
| ---------- | ----------------------------------- | ------ | ----------------------------------------------------- | ------- | --------------------------------- | ------ |
| Кросс 4 км | Егор Николаев Башкортостан          | 11.09  | Иван Тухтачёв Иркутская область Новосибирская область | 11.12   | Алексей Попов Воронежская область | 11.19  |
| Кросс 8 км | Евгений Рыбаков Кемеровская область | 23.38  | Анатолий Рыбаков Кемеровская область                  | 23.38   | Степан Киселёв Чувашия            | 23.48  |

### Женщины
| Дисциплина | Золото                                      | Золото | Серебро                                                     | Серебро | Бронза                                                | Бронза |
| ---------- | ------------------------------------------- | ------ | ----------------------------------------------------------- | ------- | ----------------------------------------------------- | ------ |
| Кросс 2 км | Екатерина Мартынова Москва Брянская область | 6.00   | Наталья Пантелеева Московская область Нижегородская область | 6.06    | Регина Кашаева Башкортостан                           | 6.09   |
| Кросс 6 км | Ирина Сергеева Курская область              | 19.23  | Татьяна Шутова Татарстан                                    | 19.36   | Елена Задорожная Московская область Иркутская область | 19.39  |

## Чемпионат России по марафону
Чемпионат России по марафону 2010 состоялся 3 мая в Москве в рамках XVIII Московского международного полумарафона. Трасса была проложена по Москворецкой, Кремлёвской и Фрунзенской набережным столицы. Соревнования прошли при тёплой (+20 градусов) погоде с переменной облачностью. Чемпионом России у мужчин впервые в карьере стал Юрий Абрамов. У женщин титул действующей чемпионки страны защитила Маргарита Плаксина.

### Мужчины
| Дисциплина | Золото                     | Золото  | Серебро                               | Серебро | Бронза                    | Бронза  |
| ---------- | -------------------------- | ------- | ------------------------------------- | ------- | ------------------------- | ------- |
| Марафон    | Юрий Абрамов Москва Адыгея | 2:11.38 | Алексей Соколов (мл.) Санкт-Петербург | 2:12.02 | Олег Марусин Башкортостан | 2:14.19 |

### Женщины
| Дисциплина | Золото                                                 | Золото  | Серебро                                | Серебро | Бронза                           | Бронза  |
| ---------- | ------------------------------------------------------ | ------- | -------------------------------------- | ------- | -------------------------------- | ------- |
| Марафон    | Маргарита Плаксина Санкт-Петербург Вологодская область | 2:30.13 | Алёна Самохвалова Оренбургская область | 2:30.50 | Нина Поднебеснова Омская область | 2:31.36 |

## Чемпионат России по горному бегу (вверх-вниз)
XII чемпионат России по горному бегу (вверх-вниз) состоялся 15 мая 2010 года в селе Дебёсы, Удмуртия. Соревнования прошли на километровой трассе в местечке Карасмешка. На старт вышли 48 участников (31 мужчина и 17 женщин) из 14 регионов страны. Старты сопровождались жаркой и солнечной погодой (+28 градусов), из-за чего почти половина участников мужского забега (13 из 31) сошли с дистанции.

### Мужчины
| Дисциплина                            | Золото                   | Золото | Серебро                               | Серебро | Бронза                           | Бронза |
| ------------------------------------- | ------------------------ | ------ | ------------------------------------- | ------- | -------------------------------- | ------ |
| 12,42 км перепад высот: +924 м −924 м | Павел Наговицын Удмуртия | 52.12  | Евгений Абрамов Нижегородская область | 52.51   | Эдуард Жигунов Самарская область | 53.35  |

### Женщины
| Дисциплина                           | Золото                           | Золото | Серебро                   | Серебро | Бронза                 | Бронза |
| ------------------------------------ | -------------------------------- | ------ | ------------------------- | ------- | ---------------------- | ------ |
| 8,28 км перепад высот: +616 м −616 м | Галина Егорова Самарская область | 38.35  | Елена Наговицына Удмуртия | 39.18   | Елена Марсова Марий Эл | 40.03  |

## Чемпионат России по суточному бегу
Чемпионат России по суточному бегу прошёл 22—23 мая на стадионе имени братьев Знаменских в Москве в рамках XIX сверхмарафона «Сутки бегом». На старт вышли 34 легкоатлета из 22 регионов страны (29 мужчин и 5 женщин). С самого начала дистанции лидером мужского забега был Геннадий Кайсин, удерживавший конкурентов на расстоянии 3-4 километров. Однако за 2 часа до финиша вперёд смог вырваться 22-летний Тимур Пономарёв. Лидерство молодого бегуна оказалось недолгим: ускорение сыграло с ним злую шутку, и в течение нескольких минут он вновь опустился на вторую позицию. Геннадий Кайсин вернулся на первое место и в конце бега только укрепил его.

### Мужчины
| Дисциплина   | Золото                            | Золото    | Серебро                             | Серебро   | Бронза                                 | Бронза    |
| ------------ | --------------------------------- | --------- | ----------------------------------- | --------- | -------------------------------------- | --------- |
| Суточный бег | Геннадий Кайсин Кировская область | 248 201 м | Тимур Пономарёв Воронежская область | 245 049 м | Александр Аксюта Архангельская область | 243 699 м |

### Женщины
| Дисциплина   | Золото                          | Золото    | Серебро                               | Серебро   | Бронза                              | Бронза    |
| ------------ | ------------------------------- | --------- | ------------------------------------- | --------- | ----------------------------------- | --------- |
| Суточный бег | Ирина Коваль Московская область | 177 831 м | Анжелика Багира Новосибирская область | 153 252 м | Зинаида Шабалина Московская область | 140 161 м |

## Чемпионат России по многоборьям
Чемпионат России в мужском десятиборье и женском семиборье был проведён 28—29 мая 2010 года в Чебоксарах. Соревнования прошли на Центральном стадионе «Олимпийский». В чемпионате приняли участие 38 многоборцев из 14 регионов страны. Ряд лидеров сборной России пропустили соревнования в связи с участием в международном турнире в австрийском Гётцисе.

### Мужчины
| Дисциплина  | Золото                             | Золото     | Серебро                                     | Серебро   | Бронза                                    | Бронза     |
| ----------- | ---------------------------------- | ---------- | ------------------------------------------- | --------- | ----------------------------------------- | ---------- |
| Десятиборье | Александр Зябрев Иркутская область | 7877 очков | Александр Табала Москва Ставропольский край | 7834 очка | Александр Кислов Москва Иркутская область | 7799 очков |

### Женщины
| Дисциплина | Золото                                   | Золото     | Серебро                               | Серебро    | Бронза                              | Бронза     |
| ---------- | ---------------------------------------- | ---------- | ------------------------------------- | ---------- | ----------------------------------- | ---------- |
| Семиборье  | Яна Пантелеева Москва Смоленская область | 6165 очков | Александра Бутвина Ростовская область | 6079 очков | Ольга Зайнутдинова Москва Татарстан | 5946 очков |

## Чемпионат России по спортивной ходьбе
Чемпионат России по спортивной ходьбе 2010 года прошёл 12—13 июня в Чебоксарах. Дистанция была проложена по набережной залива реки Волги. Были разыграны 3 комплекта медалей на олимпийских дистанциях 20 км у мужчин и женщин и 50 км у мужчин. Соревнования являлись финальным этапом отбора в команду ходоков на чемпионат Европы по лёгкой атлетике. В первый день, когда проводились заходы на 20 км, погода благоприятствовала спортсменам (небольшой дождь, +20 градусов), чего нельзя сказать о заключительном дне, в который температура во время мужских 50 км достигла значения +30 градусов, что существенным образом повлияло на качество результатов.

### Мужчины
| Дисциплина      | Золото                                              | Золото  | Серебро                 | Серебро | Бронза                             | Бронза  |
| --------------- | --------------------------------------------------- | ------- | ----------------------- | ------- | ---------------------------------- | ------- |
| Ходьба на 20 км | Станислав Емельянов Мордовия                        | 1:20.49 | Денис Стрелков Мордовия | 1:21.23 | Андрей Рузавин Мордовия            | 1:22.26 |
| Ходьба на 50 км | Юрий Андронов Челябинская область Самарская область | 3:56.26 | Сергей Бакулин Мордовия | 3:58.07 | Александр Яргунькин Москва Чувашия | 4:03.31 |

### Женщины
| Дисциплина      | Золото                    | Золото  | Серебро                                      | Серебро | Бронза                     | Бронза  |
| --------------- | ------------------------- | ------- | -------------------------------------------- | ------- | -------------------------- | ------- |
| Ходьба на 20 км | Анися Кирдяпкина Мордовия | 1:26.32 | Татьяна Сибилёва Чувашия Челябинская область | 1:28.31 | Светлана Соловьёва Чувашия | 1:30.54 |

## Чемпионат России по бегу на 10 000 метров
26 июня 2010 года в рамках 52-го международного легкоатлетического турнира «Мемориал братьев Знаменских» были определены победители и призёры чемпионата России в беге на 10 000 метров. Соревнования проходили в подмосковном городе Жуковский. Женский забег входил в официальную программу Мемориала, и помимо российских бегуний в нём принимали участие иностранные соперницы. Чемпионкой России стала Елена Соколова, пришедшая к финишу третьей после эфиопки Аберу Кебеде (32.17,74) и представительницы Танзании Закии Мришо Мохаммед (32.20,47).

### Мужчины
| Дисциплина | Золото                           | Золото   | Серебро                                    | Серебро  | Бронза                                  | Бронза       |
| ---------- | -------------------------------- | -------- | ------------------------------------------ | -------- | --------------------------------------- | ------------ |
| 10 000 м   | Павел Шаповалов Хабаровский край | 28.28,72 | Алексей Реунков Москва Челябинская область | 28.38,45 | Евгений Рыбаков [k] Кемеровская область | 29.08,82 [k] |

k  3 февраля 2013 года Антидопинговая комиссия Всероссийской федерации лёгкой атлетики дисквалифицировала на 2 года бегуна на длинные дистанции Михаила Лемаева в связи с отклонениями показаний крови в его биологическом паспорте. В соответствии с антидопинговыми правилами ИААФ, все результаты спортсмена после 20 августа 2009 года были аннулированы, в том числе 3-е место на чемпионате России по бегу на 10 000 м — 2010 с результатом 28.49,82.

### Женщины
| Дисциплина | Золото                | Золото   | Серебро                                 | Серебро  | Бронза                    | Бронза   |
| ---------- | --------------------- | -------- | --------------------------------------- | -------- | ------------------------- | -------- |
| 10 000 м   | Елена Соколова Москва | 32.24,09 | Валентина Галимова Москва Пермский край | 32.42,06 | Ирина Пермитина Татарстан | 33.02,69 |

## Чемпионат России по полумарафону
Чемпионат России по полумарафону 2010 состоялся 4 сентября в городе Чебоксары в рамках II Чебоксарского полумарафона. Дистанция была проложена по набережной залива реки Волги.

### Мужчины
| Дисциплина  | Золото                    | Золото  | Серебро                               | Серебро | Бронза                   | Бронза  |
| ----------- | ------------------------- | ------- | ------------------------------------- | ------- | ------------------------ | ------- |
| Полумарафон | Глеб Шариков Башкортостан | 1:05.07 | Евгений Пищалов Новосибирская область | 1:05.15 | Сергей Емельянов Чувашия | 1:05.16 |

### Женщины
| Дисциплина  | Золото                                       | Золото  | Серебро                                     | Серебро | Бронза                                        | Бронза  |
| ----------- | -------------------------------------------- | ------- | ------------------------------------------- | ------- | --------------------------------------------- | ------- |
| Полумарафон | Алевтина Иванова Московская область Марий Эл | 1:10.43 | Альбина Майорова Чувашия Московская область | 1:10.57 | Татьяна Арясова Чувашия Нижегородская область | 1:12.13 |

## Чемпионат России по эстафетному бегу
Медали чемпионата России в неолимпийских дисциплинах эстафетного бега (шведские эстафеты 400+300+200+100 м и 800+400+200+100 м, 4×800 м, 4×1500 м, 4×110(100) м с барьерами) были разыграны на Центральном стадионе города Сочи 17—19 сентября 2010 года.

### Мужчины
| Дисциплина                                                                                    | Золото                                                                                                | Золото   | Серебро                                                                                             | Серебро  | Бронза                                                                                       | Бронза   |
| --------------------------------------------------------------------------------------------- | --- | -------- | --------------------------------------------------------------------------------------------------- | -------- | -------------------------------------------------------------------------------------------- | -------- |
| Эстафета 400+300+200+100 м                                                                    | Новосибирская область · Алексей Погорелов · Максим Александренко · Алексей Лебедзь · Александр Петров | 1.54,58  | Самарская область · Александр Самарский · Максим Мокроусов · Михаил Егорычев · Руслан Ласынов       | 1.54,60  | Краснодарский край · Сергей Жилко · Владимир Гузий · Игорь Шевцов · Александр Белов          | 1.54,60  |
| Волгоградская область · Александр Шпаер · Вячеслав Колесниченко · Егор Кибакин · Юрий Беликов | |          | |          |                                                                                              |          |
| Эстафета 800+400+200+100 м                                                                    | Санкт-Петербург · Павел Хворостухин · Сергей Петухов · Николай Терентьев · Александр Хютте            | 3.08,37  | Новосибирская область · Иван Тухтачёв · Максим Александренко · Алексей Погорелов · Виктор Кулинеков | 3.08,77  | Краснодарский край · Дмитрий Шубин · Сергей Жилко · Игорь Шевцов · Александр Белов           | 3.09,00  |
| Эстафета 4×800 м                                                                              | Курская область · Александр Струнин · Дмитрий Букреев · Руслан Малеев · Роман Малеев                  | 7.35,13  | Воронежская область · Евгений Гладких · Алексей Попов · Артём Байоринас · Дмитрий Козловцев         | 7.41,90  | Челябинская область · Семён Князев · Андрей Рукавцов · Александр Сафонов · Евгений Черепанов | 7.56,25  |
| Эстафета 4×1500 м                                                                             | Москва · Акмаль Ишов · Андрей Осипов · Александр Павельев · Николай Чавкин                            | 15.48,72 | Санкт-Петербург · Павел Оглоблев · Алексей Харитонов · Тимофей Петров · Павел Хворостухин           | 15.58,60 | Челябинская область · Евгений Черепанов · Александр Сафонов · Семён Князев · Андрей Рукавцов | 16.12,94 |
| Эстафета 4×110 м с барьерами                                                                  | Санкт-Петербург · Виктор Романов · Максим Соколов · Владимир Белов · Иван Бызин                       | 1.00,33  | Карачаево-Черкесия · Константин Челноков · Кирилл Дорохин · Дмитрий Тенц · Артём Ковальчук          | 1.01,19  | Самарская область · Дмитрий Жабин · Юрий Кузнецов · Артём Каменсков · Виталий Шарифуллин     | 1.03,10  |

### Женщины
| Дисциплина                   | Золото                                                                                             | Золото   | Серебро                                                                                           | Серебро  | Бронза                                                                                         | Бронза   |
| ---------------------------- | -------------------------------------------------------------------------------------------------- | -------- | ------------------------------------------------------------------------------------------------- | -------- | ---------------------------------------------------------------------------------------------- | -------- |
| Эстафета 400+300+200+100 м   | Новосибирская область · Анастасия Фролова · Марина Карнаущенко · Елена Кобелева · Ирина Матюшкова  | 2.07,94  | Самарская область · Юлия Долматова · Эльза Вильданова · Анастасия Пономарёва · Ольга Заносова     | 2.11,82  | Московская область · Ксения Прыткова · Анастасия Поцелуева · Мария Лебедева · Ирина Холина     | 2.11,84  |
| Эстафета 800+400+200+100 м   | Вологодская область · Юлия Русанова · Юлия Павленко · Ирина Удавкова · Марина Егорова              | 3.35,78  | Ярославская область · Марина Поспелова · Анна Конькова · Анастасия Виноградова · Юлия Калашникова | 3.38,88  | Санкт-Петербург · Анна Верховская · Светлана Гоголева · Александра Сорокина · Анастасия Зенина | 3.40,66  |
| Эстафета 4×800 м             | Курская область · Ольга Царепова · Елена Петрова · Юлия Русанова · Екатерина Купина                | 8.31,87  | Московская область · Екатерина Яныбаева · Оксана Дёмина · Светлана Киреева · Юлия Павленко        | 8.32,48  | Москва · Анна Лучкина · Елена Фесенко · Анастасия Восмерикова · Ольга Солдатова                | 8.34,40  |
| Эстафета 4×1500 м            | Москва · Наталья Тарантинова · Елена Аржакова · Наталья Попкова · Елена Коробкина                  | 17.44,71 | Башкортостан · Юлия Васильева · Альфия Хасанова · Регина Кашаева · Ляйсан Абдуллина               | 17.59,74 | Новосибирская область · Надежда Видеркер · Вера Трубникова · Мария Киселёва · Римма Антипина   | 18.09,45 |
| Эстафета 4×100 м с барьерами | Красноярский край · Екатерина Блёскина · Ольга Поломошнова · Екатерина Павлик · Екатерина Шамарина | 56,70    | Санкт-Петербург · Анастасия Зенина · Виктория Гаппова · Екатерина Большова · Ирина Решёткина      | 57,72    | Москва · Татьяна Костерева · Евгения Дудкина · Евгения Ковалёва · Татьяна Филатова             | 58,30    |

## Чемпионат России по кроссу (осень)
Осенний чемпионат России по кроссу прошёл в Оренбурге 2—3 октября 2010 года. Мужчины определили сильнейшего на дистанции 10 км, женщины — 6 км. Соревнования, сопровождавшиеся моросящим дождём, являлись отборочными к чемпионату Европы по кроссу, прошедшему в португальской Албуфейре. На старт чемпионата вышли 270 участников во всех возрастных категориях из 40 регионов страны.

### Мужчины
| Дисциплина  | Золото                    | Золото | Серебро                      | Серебро | Бронза                                     | Бронза |
| ----------- | ------------------------- | ------ | ---------------------------- | ------- | ------------------------------------------ | ------ |
| Кросс 10 км | Глеб Шариков Башкортостан | 30.19  | Юрий Чечун Самарская область | 30.22   | Николай Чавкин Москва Оренбургская область | 30.42  |

### Женщины
| Дисциплина | Золото                         | Золото | Серебро                                 | Серебро | Бронза                                      | Бронза |
| ---------- | ------------------------------ | ------ | --------------------------------------- | ------- | ------------------------------------------- | ------ |
| Кросс 6 км | Ирина Сергеева Курская область | 19.56  | Надежда Трилинская Оренбургская область | 20.00   | Оксана Белякова Оренбургская область Москва | 20.08  |

## Чемпионат России по горному бегу (длинная дистанция)
Чемпионат России по длинному горному бегу состоялся 24 октября 2010 года в Красной Поляне, Краснодарский край. На старт вышли 57 участников (39 мужчин и 18 женщин) из 17 регионов России.

### Мужчины
| Дисциплина                             | Золото                       | Золото  | Серебро                           | Серебро | Бронза                      | Бронза  |
| -------------------------------------- | ---------------------------- | ------- | --------------------------------- | ------- | --------------------------- | ------- |
| 28,6 км перепад высот: +1256 м −1256 м | Юрий Чечун Самарская область | 1:55.09 | Андрей Сергеев Смоленская область | 1:55.55 | Денис Рычков Омская область | 1:58.37 |

### Женщины
| Дисциплина                             | Золото                              | Золото  | Серебро                          | Серебро | Бронза                          | Бронза  |
| -------------------------------------- | ----------------------------------- | ------- | -------------------------------- | ------- | ------------------------------- | ------- |
| 28,6 км перепад высот: +1256 м −1256 м | Надежда Леонтьева Самарская область | 2:14.49 | Нигина Хаитова Кировская область | 2:20.59 | Юлия Хазова Ярославская область | 2:21.53 |

## Состав сборной России для участия в чемпионате Европы
По итогам чемпионата и с учётом выполнения необходимых нормативов, в состав сборной для участия в чемпионате Европы по лёгкой атлетике в Барселоне вошли:
Мужчины
100 м: Михаил Идрисов.

200 м: Вячеслав Колесниченко.

Эстафета 4х100 м: Михаил Идрисов, Вячеслав Колесниченко, Иван Теплых, Антон Олефир, Роман Смирнов.

400 м: Владимир Краснов, Максим Дылдин, Павел Тренихин.

Эстафета 4х400 м: Владимир Краснов, Максим Дылдин, Павел Тренихин, Алексей Аксёнов, Сергей Петухов, Александр Деревягин.

800 м: Юрий Борзаковский — позднее снялся из-за травмы, Юрий Колдин.

5000 м: Александр Орлов, Евгений Рыбаков.

10 000 м: Павел Шаповалов.

Марафон: Юрий Абрамов, Алексей Соколов (мл.), Дмитрий Сафронов, Олег Кульков.

3000 м с препятствиями: Ильдар Миншин, Андрей Фарносов.

110 м с барьерами: Евгений Борисов, Константин Шабанов.

400 м с барьерами: Александр Деревягин.

Прыжок в высоту: Александр Шустов, Алексей Дмитрик, Иван Ухов.

Прыжок с шестом: Дмитрий Стародубцев, Леонид Кивалов, Александр Грипич.

Прыжок в длину: Павел Шалин — имел освобождение от отбора, Дмитрий Плотников.

Тройной прыжок: Евгений Плотнир, Люкман Адамс, Илья Ефремов.

Метание диска: Богдан Пищальников.

Метание молота: Игорь Виниченко.

Метание копья: Сергей Макаров, Илья Коротков.

Десятиборье: Александр Погорелов — имел освобождение от отбора, позднее снялся из-за травмы, Алексей Дроздов, Василий Харламов — оба отобрались по итогам международных стартов.

Ходьба 20 км: Валерий Борчин — позднее снялся из-за травмы, Андрей Кривов, Станислав Емельянов.

Ходьба 50 км: Сергей Кирдяпкин, Юрий Андронов, Сергей Бакулин.
Женщины
100 м: Анна Гурова, Юна Мехти-Заде, Юлия Кацура.

200 м: Александра Федорива, Анастасия Капачинская, Юлия Чермошанская.

Эстафета 4х100 м: Анна Гурова, Александра Федорива, Юна Мехти-Заде, Юлия Кацура, Юлия Чермошанская, Юлия Гущина.

400 м: Ксения Усталова, Татьяна Фирова, Антонина Кривошапка.

Эстафета 4х400 м: Ксения Усталова, Анастасия Капачинская, Татьяна Фирова, Антонина Кривошапка, Наталья Назарова, Ксения Задорина.

800 м: Мария Савинова — имела освобождение от отбора, Татьяна Андрианова, Светлана Клюка.

1500 м: Анна Альминова, Наталья Евдокимова, Оксана Зброжек.

5000 м: Мария Коновалова, Елизавета Гречишникова, Ольга Головкина.

10 000 м: Лилия Шобухова, Инга Абитова — имели освобождение от отбора, Елена Соколова.

Марафон: Маргарита Плаксина, Татьяна Пушкарёва, Сильвия Скворцова, Ирина Тимофеева, Наиля Юламанова, Евгения Данилова.

3000 м с препятствиями: Юлия Заруднева — имела освобождение от отбора, Любовь Харламова, Людмила Кузьмина.

100 м с барьерами: Ольга Самылова, Татьяна Дектярёва.

400 м с барьерами: Наталья Антюх, Евгения Исакова, Наталья Иванова.

Прыжок в высоту: Светлана Школина, Ирина Гордеева.

Прыжок с шестом: Светлана Феофанова — имела освобождение от отбора, Юлия Голубчикова.

Прыжок в длину: Людмила Колчанова, Татьяна Котова, Ольга Кучеренко.

Тройной прыжок: Надежда Алёхина, Алсу Муртазина, Наталья Кутякова.

Толкание ядра: Анна Авдеева, Ольга Иванова.

Метание диска: Наталья Садова — имела освобождение от отбора, Светлана Сайкина.

Метание молота: Татьяна Лысенко.

Метание копья: Мария Абакумова.

Семиборье: Татьяна Чернова, Марина Гончарова — обе отобрались по итогам международных стартов, Яна Пантелеева.

Ходьба 20 км: Ольга Каниськина, Анися Кирдяпкина, Вера Соколова.